# Mayama (distrikt i Kongo-Brazzaville)
Mayama är ett distrikt i Kongo-Brazzaville. Det ligger i departementet Pool, i den södra delen av landet, 60 km nordväst om huvudstaden Brazzaville.